# Feest van de Orthodoxie
Het Feest van de Orthodoxie of Triomf van de Orthodoxie is de eerste zondag van de Grote Vasten in het liturgisch jaar van de Oosters-orthodoxe kerken en de Oosters-katholieke kerken. Het feest wordt gehouden ter nagedachtenis aan het definitieve einde van de Byzantijnse beeldenstrijd en het herstel van de iconenvereringen.

## Achtergrond
Alhoewel dat tijdens het Tweede Concilie van Nicea, het zevende oecumenische concilie, in 787 werd overeengekomen, dat iconen terug vereerd mochten worden, vielen de beeldenstormers de kerk opnieuw lastig. Na de dood van de laatste iconoclastische keizer, Theophilos van Byzantium, riepen zijn jonge zoon Michaël III, met zijn moeder-regentes Theodora II, en patriarch Methodios I van Constantinopel in 843 de synode van Constantinopel bijeen om vrede te brengen in de Kerk. Aan het einde van de eerste sessie maakten ze allemaal een triomfantelijke processie van de Heilige Maria kerk van Blachernae naar de Hagia Sophia, waarbij de iconen teruggegeven werden aan de kerk. Dit gebeurde op 11 maart 843 (in dat jaar, de eerste zondag van de vastentijd). De synode bepaalde dat er een eeuwigdurend feest, elk jaar, op de eerste zondag van de vasten moet worden gevierd. De naam van die dag werd, "de Zondag van de Orthodoxie" (ἡ Κυριακὴ τῆς Ὀρθοδοξίας). 
In de loop van de tijd, kreeg de term "orthodoxie" de bovenhand, van de oorspronkelijke herdenking van het einde van de beeldenstorm, is de herdenking langzamerhand in een meer algemene zin opgevat, als tegengesteld aan alle heterodoxie.